# Новая Словения
Новая Словения — Христианские демократы (словен. Nova Slovenija – Krščanski demokrati, NSi) — словенская христианско-демократическая политическая партия. Лидер партии — Матей Тонин, спикер Государственного собрания Словении с 22 июня по 23 августа 2018 года.

## Европарламент
Согласно выборам 2009 года, партия представлена в Европарламенте 1 депутатом. Партия входит в Европейскую народную партию.